# Wincenty Burek
Wincenty Burek (ur. 14 października 1905 w Ocinku, zm. 4 lipca 1988 w Warszawie) – polski publicysta, pisarz i redaktor, działacz Związku Nauczycielstwa Polskiego oraz partii ruchu ludowego.

## Lata młodzieńcze
Urodził się w średniozamożnej rodzinie chłopskiej, jako najstarsze dziecko Kazimierza i Marianny z Sochów. Po ukończeniu szkoły elementarnej w Górach Wysokich kontynuował naukę w Sandomierzu, gdzie uczył się w latach 1916–1927 w Męskiej Szkole Filologicznej (od 1919 Gimnazjum Państwowe typu humanistycznego) przy ul. Gołębickiej 4 (dziś Żeromskiego 8). W 1927 zdał egzamin maturalny. W latach 1927–1928 odbył służbę wojskową w 39 pułku piechoty w Gródku Jagiellońskim i otrzymał stopień podporucznika rezerwy. W latach 1928–1932 studiował filologię angielską na Wydziale Humanistycznym Uniwersytetu Warszawskiego, słuchał także wykładów z literatury polskiej i filozofii.

## Twórczość
Zadebiutował, będąc uczniem w 1919, krótkim artykułem w „Gazecie Świątecznej”. W 1922 pisywał do miesięcznika szkolnego „Spójnia”, a w latach 1923–1924 był jego redaktorem; w 1925 współpracował z miesięcznikiem krajoznawczym „Orli Lot”. Również jako uczeń Gimnazjum w 1922 wstąpił do Związku Młodzieży Wiejskiej; zorganizował struktury tej organizacji w rodzinnej wsi i założył bibliotekę; był reżyserem i aktorem amatorskich przedstawień przygotowanych przez Związek Młodzieży Wiejskiej w Ocinku.
Jako prozaik zadebiutował 18 grudnia 1932 opowiadaniem O Małym Franku historia prawdziwa, które podpisał „Stefan Rumistrzewicz” (utwór opublikowano na łamach literacko-artystycznego dziennika „ABC”). Kolejne opowiadania, osnute wokół tematyki ludowej związanej z rodzinną wsią i pisane oryginalnym językiem – stylizowaną gwarą sandomierską w partiach narracyjnych i autentyczną gwarą w dialogach, publikował w latach 1933–1935 na łamach różnych czasopism, a także w „Kurierze Warszawskim”, „Młodej Myśli Ludowej” i „Prosto z mostu”. Osiemnaście spośród nich złożyło się na debiut książkowy – tom opowiadań Droga przez wieś wydany w 1935, który zyskał duży rozgłos. Jeszcze w tym samym roku część nakładu wydania I została skonfiskowana (opowiadania Strajk i Zakucznik hula obrazowały nie najlepszą kondycję ówczesnej wsi). Skonfiskowano również wydanie II. W latach 1935–1936 należał do zespołu redakcyjnego miesięcznika „Młoda Myśl Ludowa”; współpracował także z innymi pismami: „Wici” (1934–1936), „Prosto z mostu” (1935–1936), „Przewodnik Gospodarski” (1935–1939), „Przysposobienie Rolnicze” (1934–1936), „Dziennik Popularny” (1935–1937), a także z czasopismem spółdzielczym „Zjednoczenie” (1936), w których redagował kolumnę literacką. W pismach tych ogłaszał opowiadania, jak również uprawiał publicystykę literacką i kulturalną. Od 1936 roku pracował w redakcjach pism dziecięcych Związku Nauczycielstwa Polskiego: „Mały Płomyczek Wiejski” (1936–1938), „Szkolna Gazetka Ścienna” (1938–1939), „Płomyczek” i „Płomyk” (1936–1939); współpracował też z Młodym Zawodowcem. Tam także publikował opowiadania dla dzieci, reportaże i artykuły na aktualne tematy kulturalne i społeczne. Od 1936 był członkiem Związku Nauczycielstwa Polskiego.
Kontynuował w tym okresie działalność w Związku Młodzieży Wiejskiej. Jeszcze jako student w 1928 i w latach następnych był prelegentem na konferencjach Związku. Jako młody pisarz współpracujący z pismem „Wici” uczestniczył wraz ze Stanisławem Młodożeńcem, Wojciechem Skuzą i innymi w akcji spotkań z czytelnikami (1936–1938), był członkiem komisji oświaty i kultury ZMW RP „Wici”. W 1930 został członkiem Stronnictwa Ludowego, a 3 lutego 1936 podpisał w imieniu ZMW RP „Wici” Deklarację Praw Młodego Pokolenia. Działał też w warszawskim Kole Sandomierzan, interesował się regionalizmem i krajoznawstwem, wraz z Aleksandrem Patkowskim i Antonim Ojrzyńskim redagował „Pamiętnik Koła Sandomierzan” (1925–1935), który ukazał się w 1936.

## II wojna światowa
Przed wybuchem wojny nie został zmobilizowany. W listopadzie 1939 przeniósł się z rodziną do Sandomierza. Podczas okupacji zaangażował się w działalność Batalionów Chłopskich, redagował konspiracyjne pismo BCh „Młodzi idą”; używał pseudonimu „Mochnacki”. W 1944 podjął współpracę z pierwszymi ukazującymi się na przyczółku sandomierskim pismami „Wolną Polską” i „Ziemią Kielecką” (1944–1945). Nie skorzystał z oferty ściślejszej współpracy z lubelskim PKWN, którą w październiku 1944 złożył mu Jerzy Putrament i odmówił wyjazdu do Lublina. Od kwietnia 1945 pracował jako kierownik Działu Ogólnego Spółdzielni Młynarsko-Piekarskiej. W dalszym ciągu działał w Stronnictwie Ludowym, był prezesem koła grodzkiego w Sandomierzu. Od 1945 należał do Polskiego Stronnictwa Ludowego.

## Lata powojenne
W 1946 został członkiem Zarządu Powiatowego PSL. W listopadzie 1946, przed planowanymi na styczeń 1947 wyborami, jako działacz PSL został aresztowany i osadzony na cztery tygodnie w areszcie śledczym Wojewódzkiego Urzędu Bezpieczeństwa Publicznego w Kielcach. W 1949 wziął udział w kongresie zjednoczeniowym ruchu ludowego; w latach 1950–1952 był członkiem Zjednoczonego Stronnictwa Ludowego, z którego w 1952 został wydalony za "błędy i wypaczenia", a w 1956 – zrehabilitowany.
W latach 1957–1963 był członkiem koła grodzkiego ZSL w Sandomierzu. Ponadto w latach 1945–1946 pełnił funkcję radnego Wojewódzkiej Rady Narodowej w Kielcach, w latach 1950–1952 – radnego Powiatowej Rady Narodowej w Sandomierzu, a w latach 1957–1961 - radnego Miejskiej Rady Narodowej w Sandomierzu. W 1945 został członkiem Związku Literatów Polskich. Latem 1947 wziął udział w Zjeździe Pisarzy Chłopskich w Rytwianach koło Sandomierza. W 1949 wstąpił powtórnie do Związku Nauczycielstwa Polskiego. Od 1949 pracował w sandomierskich placówkach kulturalnych: od 1 września 1949 jako sekretarz, a od 29 lipca 1950 jako dyrektor Państwowego Ogniska Kultury Plastycznej, zaś po jego likwidacji – od 30 kwietnia 1951 ponownie jako sekretarz; od kwietnia 1954, do swojego wyjazdu z Sandomierza w grudniu 1963 – jako kierownik Państwowego Ogniska Muzycznego. W latach 1956–1958 był członkiem zespołu redakcyjnego „Ziemi Kieleckiej” oraz aktywnym członkiem PTTK: w 1962 wszedł w skład zarządu Oddziału PTTK w Sandomierzu, a w latach 1962–1963, jako przewodnik sandomierski, był przewodniczącym Koła Przewodników PTTK.
W powojennym okresie sandomierskim kontynuował działalność literacką, publikując nowe opowiadania. Nawiązał współpracę z "Gazetą Ludową", głównym organem prasowym PSL, w której 1948 opublikował jedenaście nowych opowiadań – część z nich została włączona do przygotowywanego w 1949 do druku tomu „Odmienione drogi”, którego wydaniu przeszkodziła cenzura. W tym samym roku ogłaszał również swoje utwory na łamach pism: „Polska Ludowa”, „Chłopi”, „Dziennik Literacki”, „Zielony Sztandar”, „Chłopi i Państwo”. Współpracował też z czasopismem „Wieś” (1949), a w późniejszym okresie z „Dziennikiem Ludowym” (1953) W 1956 wydał tom opowiadań Siwy Kaźmirz i insi z przedmową Jarosława Iwaszkiewicza. Wraz z Jarosławem Iwaszkiewiczem i fotografem Andrzejem Brustmanem opracował album Sandomierz, który poprzedził wstępem. W tym okresie pisał i publikował artykuły na tematy sandomierskie w prasie regionalnej, w kieleckim „Słowie Ludu” i „Życiu Radomskim” – upominał się na ich łamach o usunięcie więzienia z sandomierskiego Zamku. W kieleckim Biuletynie Zarządu Okręgu ZNP „Język Polski” zamieścił artykuł Sandomierz w literaturze. W 1956 otrzymał nagrodę Wojewódzkiej Rady Narodowej w Kielcach za całokształt twórczości.
W 1963 opuścił Sandomierz i przeniósł się do Warszawy. Tam w latach 1965–1968 był redaktorem naczelnym „Teatru Ludowego”, współpracował także do 1969 z „Zielonym Sztandarem”. W 1968 ukazało się pierwsze po wojnie wznowienie Drogi przez wieś, a w 1969 tom opowiadań Nawałnica, na który złożyło się dziewięć tekstów ze skonfiskowanego w 1949 roku tomu Odmienione drogi. W 1976 roku przygotował do druku i opatrzył komentarzem opowiadania Stanisława Młodożeńca. W drugiej połowie lat 70. przygotował do druku opowiadania Romana Koseły.
Był członkiem Związku Zawodowego Pracowników Kultury i Sztuki, Klubu Seniorów Ruchu Ludowego, Rady Ludowej Spółdzielni Wydawniczej. Działał w warszawskim Klubie Miłośników Sandomierza, którego był prezesem.

## Śmierć
Zmarł 4 lipca 1988 w Warszawie. Został pochowany w grobowcu rodzinnym na Cmentarzu Katedralnym w Sandomierzu obok swojej żony Zofii z Młodożeńców. W 1995 ukazał się tom korespondencji Wincentego Burka z Jarosławem Iwaszkiewiczem z lat 1945–1963 pod tytułem Sandomierz nas połączył, który przygotowały do druku dzieci pisarza: Marta, Krzysztof i Tomasz Burkowie.

## Ordery i odznaczenia
- Krzyż Oficerski Orderu Odrodzenia Polski (1969)
- Krzyż Kawalerski Orderu Odrodzenia Polski (1959)
- Odznaka „Zasłużony Działacz Kultury” (1967)[3]
- odznaka Zasłużony dla Miasta Sandomierza
- odznaka Sandomierskiego Oddziału PTTK (1984)
- odznaka Pamiątkową Batalionów Chłopskich (pośmiertnie, 1988)

## Upamiętnienie
Po II wojnie światowej jedna z ulic Sandomierza została nazwana jego imieniem. Jego imię nosi Szkoła Podstawowa w Gałkowicach, w gminie Dwikozy.